# Янку, Аврам
Аврам Янку (рум. Avram Iancu, венг. Janko Avram; 1824, Видра-де-Сус, Алба — 10 сентября 1872, Западные Румынские горы; похоронен в селе Цебя, Хунедоара) — один из руководителей румынского национального движения в Трансильвании, участник революции 1848 года.

## Биография
Родился в крестьянской семье. Изучал право в Клуже. Выступал за отмену феодальных повинностей и предоставление крестьянам земли без выкупа, призывал к захвату поместий. Осенью 1848 года возглавил вооружённое восстание румынских крестьян и горняков против Венгрии. Отряд Янку, закрепившийся в районе Карпат, оказывал упорное сопротивление армии Ю. Бема. Летом 1849 года Янку поддержал усилия Н. Бэлческу, направленные на объединение венгерского и румынского национального движения. После поражения революции отряды Янку сложили оружие. В начале 1860-х гг. был одним из инициаторов создания «Трансильванской ассоциации развития литературы и культуры румынского народа». В конце жизни бродяжничал, жил среди пастухов. Умер в 1872 году в горах.

## Память
- памятник А. Янку в Клуж-Напоке на площади, носящей его имя.
- памятник А. Янку в Салонте.
- памятник А. Янку в Турде.